# Scorpio ROV

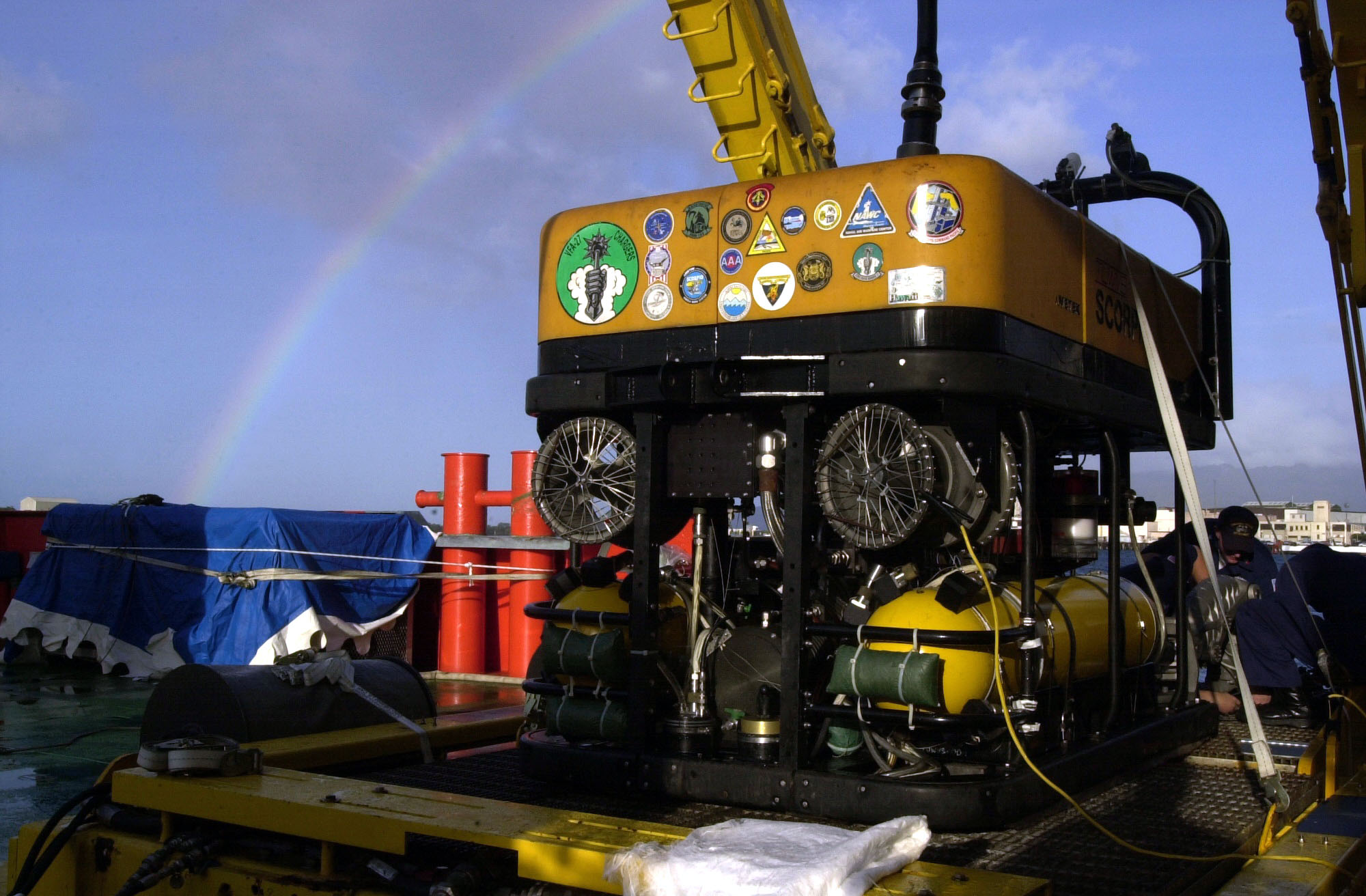
Scorpio ROV, partie propulsion

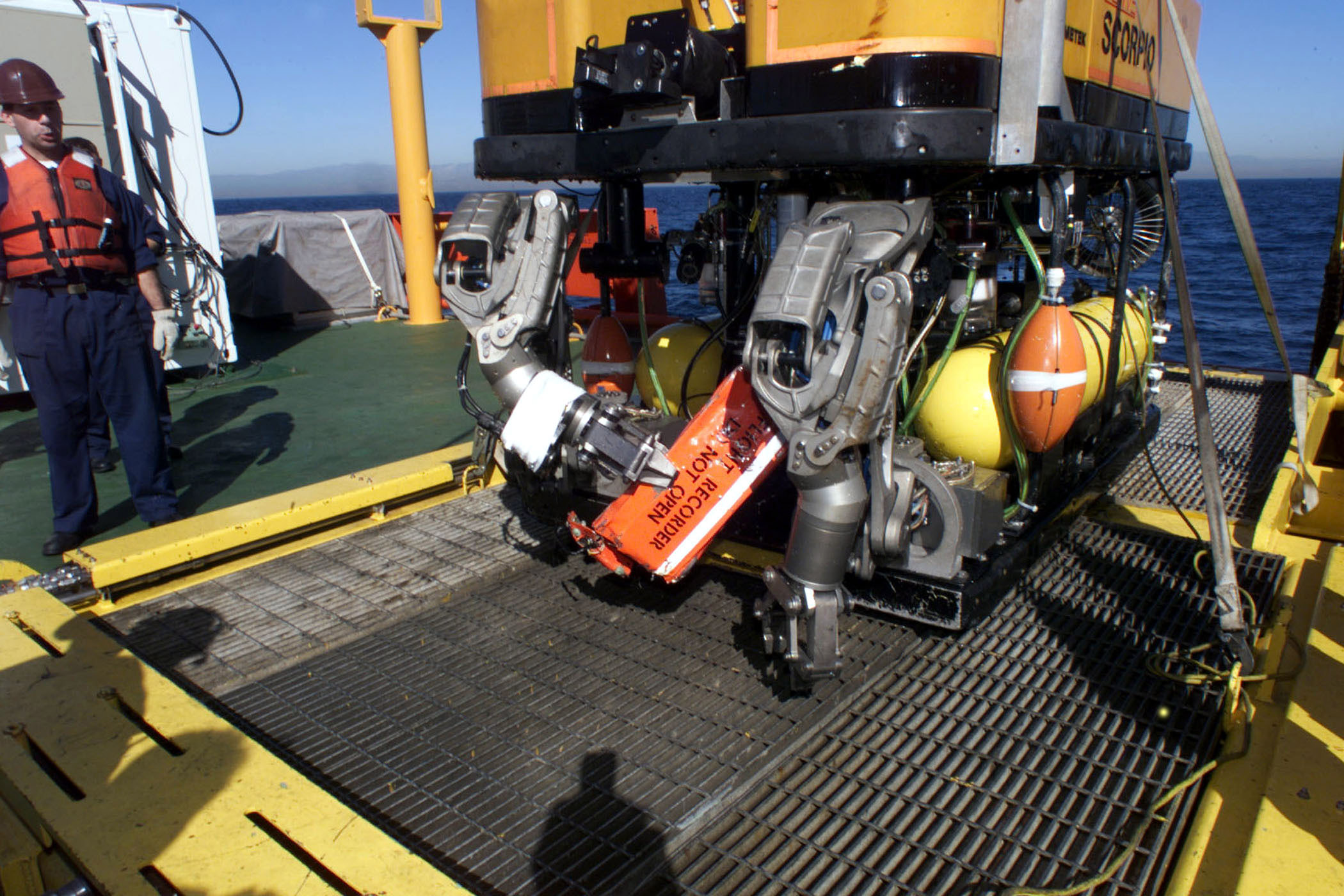
Scorpio ROV, partie avec bras articulés et pinces

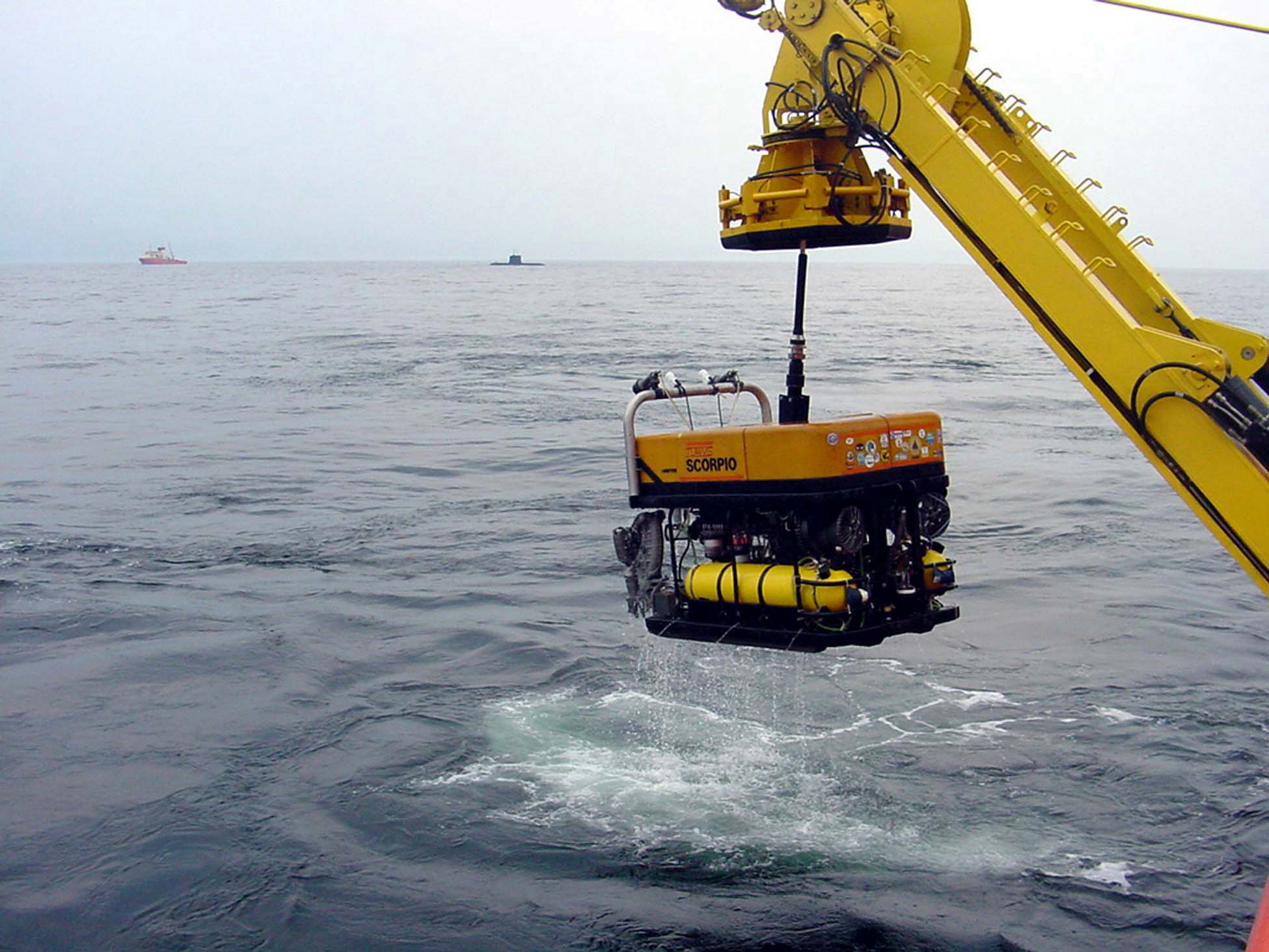
Mise à l'eau d'un Scorpio ROV de l'U.S. Navy

Le Scorpio ROV est un robot sous-marin téléguidé/véhicule sous-marin téléguidé.

## Description
- Longueur : 2,43 m
- Hauteur : 1,22 m
- Largeur : 1,22 m
- Poids : 2 040 kg
- Profondeur maximale : 1,520 m
- Vitesse maximale : 4 nœuds (7 km/h) avant, 3,25 nœuds arrière, 2,5 nœuds (4,6 km/h) latéral

## Histoire
En 2005, le Scorpio ROV de la marine britannique sauve le sous-marin de sauvetage russe AS-28 immobilisé par le fond avec son équipage,.

## Pays utilisateurs
- Espagne 1 exemplaire sur le navire de sauvetage de sous-marin/ravitailleur de sous-marins/bâtiment base de plongeur Neptuno (A-20)[3]